# Liste der Biografien/Schwac
Liste der Biografien |
Portal Biografien |
Personensuche
# |
A |
B |
C |
D |
E |
F |
G |
H |
I |
J |
K |
L |
M |
N |
O |
P |
Q |
R |
S |
T |
U |
V |
W |
X |
Y |
Z |
?
 
Sa |
Sb |
Sc |
Sd |
Se |
Sf |
Sg |
Sh |
Si |
Sj |
Sk |
Sl |
Sm |
Sn |
So |
Sp |
Sq |
Sr |
Ss |
St |
Su |
Sv |
Sw |
Sy |
Sz
 
Sca–Sce |
Sch |
Sci–Scz
 
Scha |
Schc |
Schd |
Sche |
Schg |
Schi |
Schj |
Schk |
Schl |
Schm |
Schn |
Scho |
Schp |
Schr |
Schs |
Scht |
Schu |
Schv |
Schw |
Schy
 
Schwa |
Schwe |
Schwi |
Schwo |
Schwu |
Schwy
 
Schwaa |
Schwab |
Schwac |
Schwad |
Schwae |
Schwag |
Schwah |
Schwai |
Schwak |
Schwal |
Schwam |
Schwan |
Schwap |
Schwar |
Schwas |
Schwat |
Schwau |
Schwaz
Die Liste der Biografien führt alle Personen auf, die in der deutschsprachigen Wikipedia einen Artikel haben. Dieses ist eine Teilliste mit 11 Einträgen von Personen, deren Namen mit den Buchstaben „Schwac“ beginnt.

## Schwac

### Schwach
- Schwach, Emmerich (1880–1959), rumäniendeutscher Komponist, Geiger, Dirigent und Chorleiter
- Schwach, Heinrich (1829–1902), österreichischer Maler, Restaurator und Kunsterzieher
- Schwach, Samuel Conrad (1731–1781), norwegischer Buchdrucker und Verleger
- Schwach, Wilhelm (1850–1921), rumäniendeutscher Komponist, Musikpädagoge und Chorleiter
- Schwachheim, Franz Daniel von, Apotheker in Lausanne, Besitzer von Bad Schinznach und Gastgeber der "Helvetischen Gesellschaft"
- Schwachheim, Franz Rudolf von († 1804), bayerischer Diplomat schweizerischer Herkunft
- Schwachhöfer, Lorenz (* 1964), deutscher Mathematiker
- Schwachhofer, René (1904–1970), deutscher Lyriker, Essayist, Übersetzer und Kritiker

### Schwack
- Schwack, Brigitte, deutsche Kanu-Sportlerin
- Schwack, Miriam (* 1969), österreichische Malerin und Grafikerin
- Schwackhöfer, Franz (1843–1903), österreichischer Chemiker, Professor und Hochschuldirektor